# St.-Rosa-Kapelle

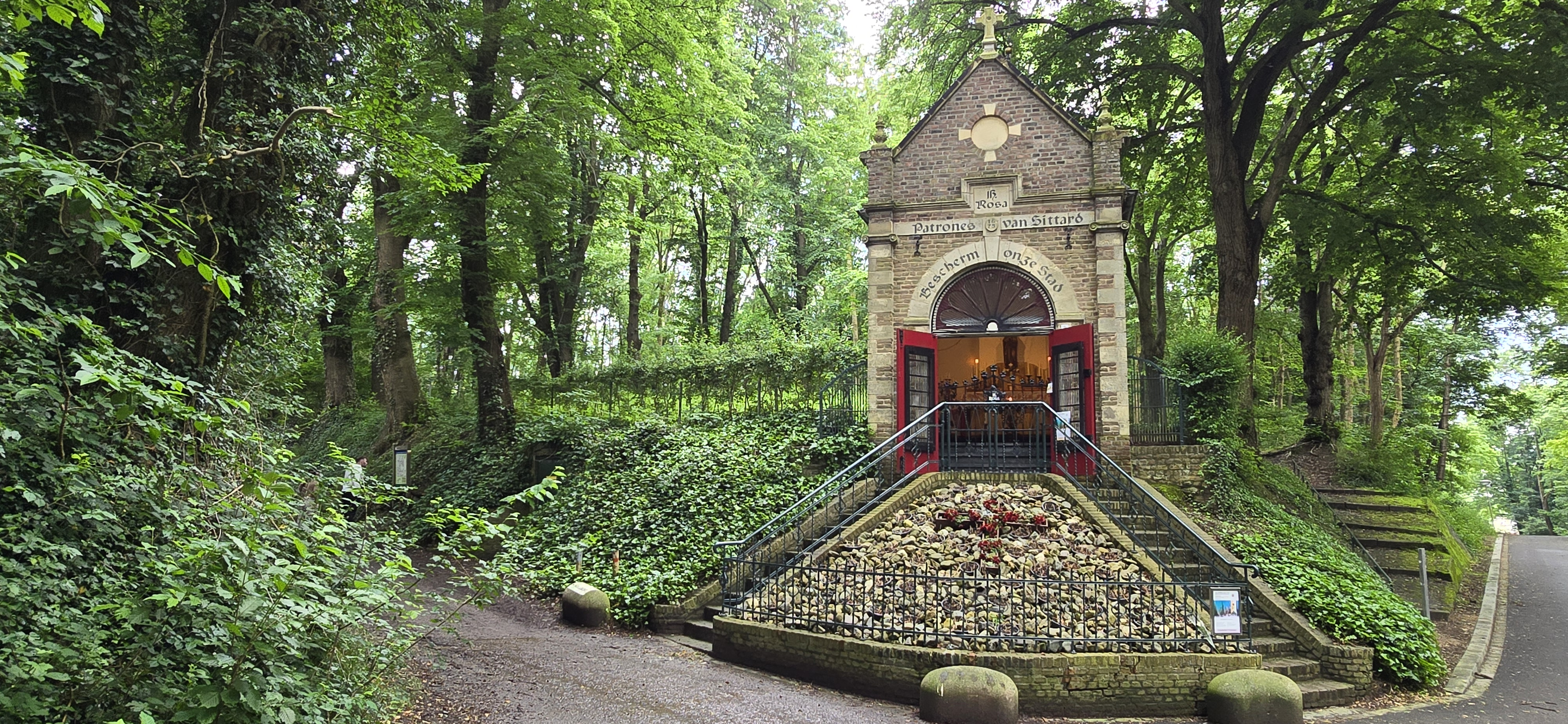
St.-Rosa-Kapelle an der Kreuzung Kollenberg/Kapellerweg in Sittard

Die St.-Rosa-Kapelle (niederländisch Sint-Rosakapel) ist eine römisch-katholische Kapelle in Sittard in der niederländischen Provinz Limburg. Sie wurde 1675 im barocken Stil erbaut und ist dem Patrozinium der heiligen Rosa von Lima unterstellt.
Seit dem 19. Juli 1967 ist die Kapelle unter der Nummer 33749 als Rijksmonument in das Register als „geschütztes Denkmal im Sinne des Denkmalgesetzes“ aufgenommen.

## Beschreibung
Die Kapelle steht auf dem höchsten Punkt von Sittard, etwa 100 Meter über dem Meeresspiegel. Sie wurde aus Mergelstein und roten Backsteinen errichtet und an ihren vorderen Ecken mit Pilastern betont, die mit Kapitellen in ionischer Ordnung geschmückt sind. In der Frontwand der Kapelle ist in den Mergelstein eingraviert: „Hl. Rosa Patrones van Sittard Bescherm onze Stad“. (dt.: Heilige Rosa, Patronin Sittards, behüte unsere Stadt). Über dem Chor ist auf dem Satteldach ein kleiner offener Dachreiter mit einer kleinen Glocke aufgesetzt.
Im Inneren sind der Altar mit dem Antependium Werke des 18. Jahrhunderts. Im Altarraum steht eine Statue der heiligen Rosa.
Auf dem Prozessionsweg von der Stadt dorthin steht ein Kreuzweg mit sieben kleinen Bildstöcken („Fußfälle“), die das Leiden Jesu darstellen. Die Motive im Einzelnen sind: „Jesus im Garten von Getsemani“, „Jesus vor Kaiphas“, „Jesus vor Pontius Pilatus“; „Jesus wird grausam ausgepeitscht“; „Jesus besteigt den Berg Golgata“, „Christus stirbt am Kreuz“ und „Jesus wird ins Grab gelegt“. Vier dieser Bildstöcke stammen aus dem Jahr 1907, drei aus dem Jahr 1925. Sie ersetzten Fußfälle aus der Zeit vor dem 19. Jahrhundert und stehen ebenfalls unter Denkmalschutz.
Auf dem Weg zur Kapelle gibt es ferner eine separate szenische Darstellung des Gartens Getsemani aus dem ersten Viertel des 20. Jahrhunderts, bestehend aus einer lebensgroßen knienden Jesusstatue und einem Engel, eingebettet in einen großen grottenähnlichen Bau. Außerhalb der großräumig umschlossenen Anlage symbolisieren zwölf Lindenbäume die zwölf Apostel.

## Geschichte
Um das Jahr 1600 erhielt der Protestantismus in Sittard und Umgebung regen Zulauf. Im Zuge der Gegenreformation wurden nach dem Tod des Priesters Franz Agricola, der mehrere Schriften sowohl gegen die Protestanten als auch gegen Hexenverfolgung verfasst hatte, die Dominikaner aus Maastricht mit der Seelsorge beauftragt. Sie errichteten dazu eine Niederlassung in Sittard. Der erste Dominikaner, Jacobus Frederici, kam 1662, 1664 kamen weitere.
Sittard wurde in der Mitte des 17. Jahrhunderts von einer schweren Ruhrepidemie heimgesucht. Die Dominikaner von Sittard rieten den Einwohnern, die selige Rosa gegen die Epidemie anzurufen. Da die Dominikaner auch in Peru tätig waren, waren sie mit der ersten außereuropäischen Seligen (und kurz darauf Heiligen), Rosa von Lima, vertraut.
Rosa von Lima, geboren als Isabel Flores de Oliva (* 20. April 1586 in Lima, Vizekönigreich Peru; † 24. August 1617 ebenda), war eine peruanische Mystikerin und Dominikaner-Terziarin mit dem Ordensnamen Rosa. Am 15. April 1668 wurde sie von Papst Clemens IX. selig- und am 12. April 1671 von Papst Clemens X. heiliggesprochen. 
Der Stadtrat von Sittard versprach, die neue Selige Rosa zur Schutzpatronin von Sittard zu erklären, auf dem höchsten Punkt der Stadt eine Kapelle zu errichten und jedes Jahr eine Prozession für immer und ewig zu dieser Kapelle abzuhalten. Die erste Prozession war am 9. September 1668 und ging durch die Straßen von Sittard. Die Ruhrepidemie war überstanden und die Stadtväter von Sittard riefen daraufhin am 3. November 1669 Rosa von Lima zur Schutzpatronin der Stadt aus. Sie ließen ihr zu Ehren die Kapelle auf dem höchsten Punkt der Stadt errichten. Seit ihrer Fertigstellung wird bis zum heutigen Tage am letzten Sonntag im August eine Prozession zu dieser Kapelle abgehalten.

## St.-Rosa-Prozession

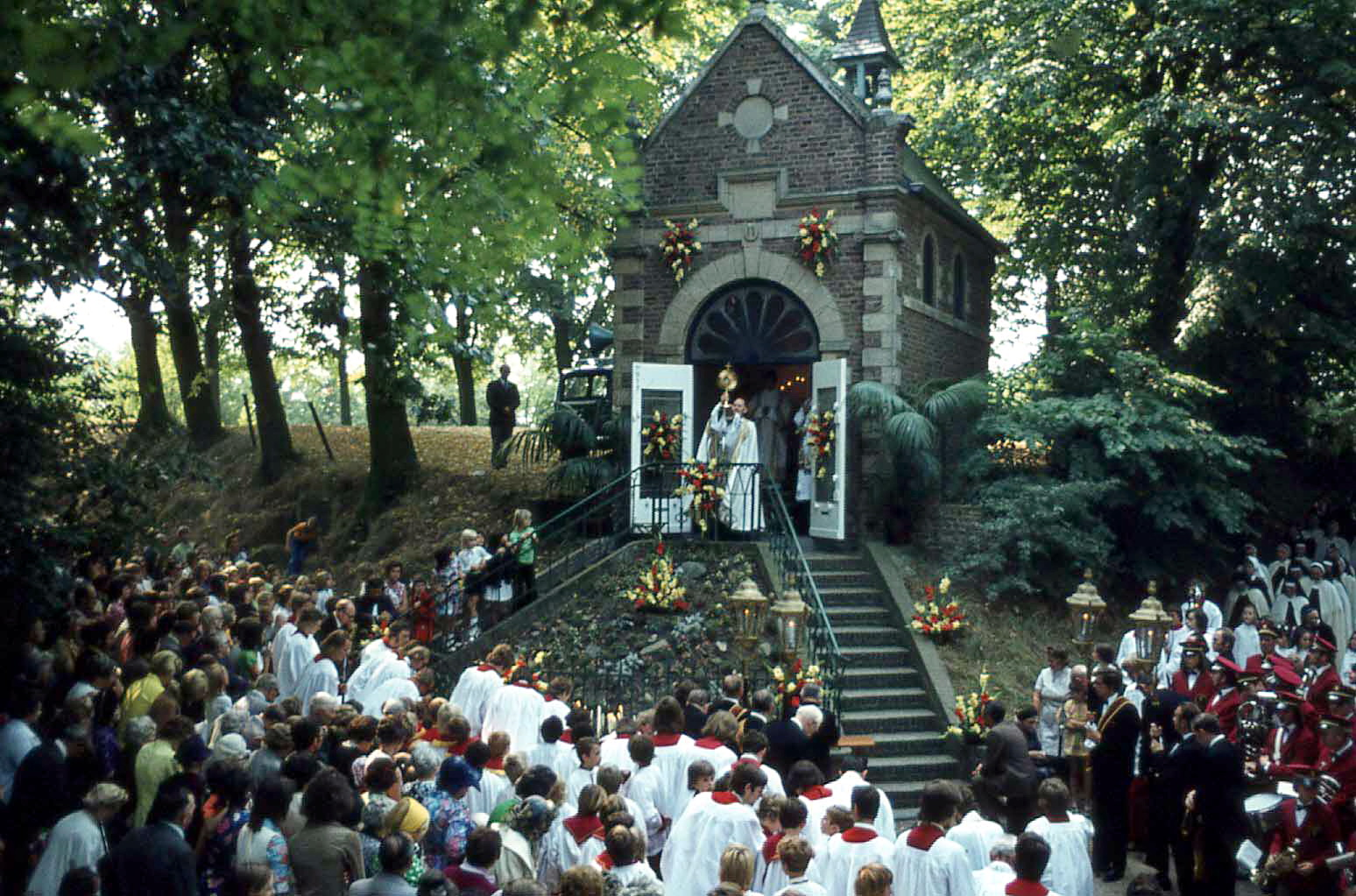
St.-Rosa-Fest

Das St.-Rosa-Fest zieht jedes Jahr zahlreiche Besucher an. Die Prozession an diesem Fest gehört nach wie vor zu den Höhepunkten des religiösen Lebens in Sittard. Sie beginnt in der St.-Michaels-Kirche auf dem Markt und steht weiterhin unter dem Motto, der heiligen Rosa für das Ende der Epidemie zu danken und sie zu bitten, die Stadt dauerhaft vor Unheil zu bewahren. Sie führt entlang der Kollenbergstraat zur Kapelle.